# Председнички избори у Србији 1997.
Избори за председника Републике Србије 1997. су одржани 7. децембра (први круг) и 21. децембра (други круг). Победио је Милан Милутиновић. Ови избори су уследили након председничких избора почетком јесени 1997. који су проглашени неуспелим због недовољног одзива гласача у другом кругу.
Демократска странка, Демократска странка Србије, Грађански савез Србије и известан број мањих странака су бојкотовале целокупан изборни процес 1997.
На основу посматрања и анализе целокупног процеса, ЦеСИД-а је утврдио озбиљне мањкавости у свим фазама изборног поступка, наводећи да изборни процес није испунио ни минималне услове за фер изборе.

## Резултати избора
У првом кругу избора, одржаном 7. децембра 1997. године, право гласа је имало 7.226.947 грађана уписаних у бирачки списак. На изборе је изашло њих 3.812.010 (52,75%). Важећих листића је било 3.733.640 (97,94%), а неважећих 76.911 (2,02%).
С обзиром да ниједан од кандидата није освојио натполовичну већину бирача који су гласали, одржан је други круг избора 21. децембра 1997. у којем су учествовали Милан Милутиновић, кандидат СПС-ЈУЛ-НД, и др Војислав Шешељ, кандидат Српске радикалне странке.
| Р | Кандидат           | Предлагач                                                               | Гласова   | %     |
| - | ------------------ | ----------------------------------------------------------------------- | --------- | ----- |
| 1 | Милан Милутиновић  | Социјалистичка партија Србије – Југословенска левица – Нова демократија | 1.665.822 | 43,70 |
| 2 | др Војислав Шешељ  | Српска радикална странка                                                | 1.227.076 | 32,19 |
| 3 | Вук Драшковић      | Српски покрет обнове                                                    | 587.776   | 15,42 |
| 4 | Вук Обрадовић      | Социјалдемократија                                                      | 115.850   | 3,04  |
| 5 | Драгољуб Мићуновић | Демократски центар                                                      | 86.583    | 2,27  |
| 6 | Миодраг Видојковић | Група грађана                                                           | 29.180    | 0,77  |
| 7 | Предраг Вулетић    | Либерално-демократска странка                                           | 21.353    | 0,56  |

У другом кругу избора, одржаном 21. децембра 1997, право гласа је имало 7.225.860 грађана уписаних у бирачки списак. На изборе је изашло њих 3.683.714 (50,98%). Важећих листића је било 3.565.676 (96,80%), а неважећих 115.319 (3,13%).
| Р | Л | Кандидат          | Предлагач                                                               | Гласова   | %     |
| - | - | ----------------- | ----------------------------------------------------------------------- | --------- | ----- |
| 1 | 1 | Милан Милутиновић | Социјалистичка партија Србије – Југословенска левица – Нова демократија | 2.181.808 | 59,23 |
| 2 | 2 | др Војислав Шешељ | Српска радикална странка                                                | 1.383.868 | 37,57 |

## Неслагања у званичним резултатима избора
Као и на бројним другим изборима у Србији током деведесетих година XX века, осим бројних суштинских неправилности, и у самим званичним резултатима постоје извесне сасвим необјашњиве рачунске неправилности. Резултати какви су горе представљени објављени су у Службеном гласнику Републике Србије. У случају другог круга ових избора, они не одговарају збирним подацима Републичког завода за статистику.
Како у својим публикацијама „Анализа изборних резултата у Србији 1990–1997" (др Зоран Лучић) и "Guide through electoral controversies in Serbia" указује београдски Центар за слободне изборе и демократију, збирни подаци Републичког завода за статистику за други круг 21. децембра 1997. нису истоветни резултатима који се добијају ако се у званичним подацима самог Завода једноставно саберу појединачни подаци по бирачким местима. Резултати објављени у Службеном гласнику одговарају овим потоњим.
|                      | РЗС       | Збир/СГ   |
| -------------------- | --------- | --------- |
| Гласачко тело        | 7.220.060 | 7.225.860 |
| Излазност            | 3.679.279 | 3.683.714 |
| Број важећих листића | 3.561.243 | 3.565.676 |
| Милан Милутиновић    | 2.177.462 | 2.181.808 |
| др Војислав Шешељ    | 1.383.781 | 1.383.868 |

Подаци из првог круга се, међутим, у потпуности слажу када се овако упореде.
На ЦеСИД-овом мрежном месту Архивирано на веб-сајту  (17. мај 2014) и (вероватно одатле) пренето у неким медијима могу се наћи и следећи подаци:
- Први круг 7. децембра 1997.: 7.226.947 уписаних бирача, 3.801.473 изашлих, 3.724.118 важећих листића, 1.662.726 гласова за Милана Милутиновића, 1.222.381 за др Војислава Шешеља, 586.510 за Вука Драшковића и 252.501 за остале.
- Други круг 21. децембра 1997.: 7.225.860 уписаних бирача, 3.671.053 изашлих, 3.555.234 важећа листића, 2.177.137 гласова за Милана Милутиновића, 1.378.097 за др Војислава Шешеља.

### Оптужбе за изборну крађу
Други круг председничких избора 1997. често је цитиран као један од најгорих примера комичних званичних резултата који су пристизали са бирачких места на којима је опозиционим странкама било тешко или немогуће организовати контролу изборног процеса. Др Лучић наводи пример (један од бројних) села Ђелекаре у изборној јединици Врање. Село Ђелекаре је етнички чисто албанско и на савезним изборима 1996. имало је 1.217 гласача (на председничким изборима 1997. 1.359 и 1.366, редом). На те изборе изашло је свих 1.217 сељана и свих 1.217 су гласали за листу СПС-ЈУЛ-НД. На председничке изборе 21. септембра 1997, међутим, није изашао ама баш нико. Нико није изашао ни на изборе 5. октобра, и нико није изашао ни 7. децембра. Сељани Ђелекара очигледно брзо мењају мишљење из крајности у крајност... 21. децембра их је гласало пуних 1.121. Сви до једног су свој глас дали Милану Милутиновићу.
Овакве резултате, наравно, тешко је оценити другачије но као изборну крађу. Др Шешељ и његова странка су оптужили режим за манипулације, али су се таквим вербалним протестом и задовољили.